# Porphyrinia albobasalis
Porphyrinia albobasalis là một loài bướm đêm trong họ Noctuidae.